# Biruwa Archale
Biruwa Archale – gaun wikas samiti w zachodniej części Nepalu w strefie Gandaki w dystrykcie Syangja. Według nepalskiego spisu powszechnego z 2001 roku liczył on 658 gospodarstw domowych i 3320 mieszkańców (1830 kobiet i 1490 mężczyzn).